# Adam Tabor
Adam Tabor (ur. 5 maja 1906 w Rzeszowie, zm. 1 stycznia 1990 tamże) – harcmistrz, nauczyciel, wychowawca młodzieży, geograf i podróżnik.

## Życiorys
Urodził się w Rzeszowie w rodzinie Józefa i Marii z domu Zimmerman. Edukację w szkole ludowej i gimnazjum ukończył we Lwowie. W 1916 roku wstąpił do I Lwowskiej Drużyny Skautowej, a w 1920 roku został przyjęty do Ochotniczej Legii Obywatelskiej. Po zdaniu w 1924 roku matury rozpoczął studia na wydziale filozoficznym Uniwersytetu Lwowskiego. Studia ukończył w 1928 roku z dyplomem z geologii, geografii i nauk obywatelskich. W latach 1928–1929 odbył służbę wojskową w Szkole Podchorążych Rezerwy Artylerii we Włodzimierzu Wołyński, po czym po sześciomiesięcznej praktyce W Pułku Artylerii Lekkiej W Złoczowie zdobył w 1932 roku nominację oficerską. Pierwszą pracę podjął w Dolinie, gdzie poznał swoją żonę, którą poślubił w 1931 roku. W 1935 roku osiadł w Jarosławiu, obejmując posadę nauczyciela w Państwowym Gimnazjum I. Zaangażował się równocześnie w działalność harcerską. Po wybuchu wojny uczestniczył w kampanii wrześniowej, po czym do zakończenia działań zbrojnych jako jeniec przebywał w oflagach Hadamar i Murnau, Do Jarosławia powrócił w 1946 roku. Całe swoje życie poświęcił działalności harcerskiej, pracy nauczycielskiej i naukowej w Okręgowym Ośrodku Dydaktyczno-Naukowym Geografii oraz Rzeszowskim Studium Nauczycielskim. W 1953 roku założył Rzeszowski Oddział Polskiego Towarzystwa Geograficznego, a w latach 1962–1964 był członkiem Zarządu Głównego Polskiego Towarzystwa Geograficznego. Był członkiem założycielem Towarzystwa Schronisk Młodzieżowych, przewodnikiem PTTK i aktywnym członkiem Stowarzyszenia Miłośników Jarosławia. W 1972 roku przeszedł na emeryturę i osiadł w Rzeszowie. W latach 1935–1939 i 1971–1972 komendant Hufca ZHP.
W latach 1948–1969 radny miejski. Zmarł 1 stycznia 1990 roku w Rzeszowie. Pochowany został na Starym Cmentarzu w Jarosławiu.

## Życie prywatne
Tabor był dwukrotnie żonaty – od 1931 roku z Marią Kozak (1902–1947), mieli syna Adama Bogusława (ur. 1934) oraz od 1 sierpnia 1951 z Otylią Krajewską (ur. 1913).

## Literatura
- Zbigniew Nartowski, Curriculum Vitae, Jarosław 2004